# Dextrina
Las dextrinas son un grupo de oligosacáridos de poco peso molecular producidas por la hidrólisis del almidón. Tienen la misma fórmula general que los polisacáridos pero son de una longitud de cadena más corta. La producción industrial es realizada generalmente por la hidrólisis ácida del almidón de patata. Las dextrinas son solubles en agua, sólidos de color blanco hasta levemente amarillo, ópticamente activos. Analíticamente, las dextrinas se pueden detectar con la solución de yodo, dando una coloración roja.
Las dextrinas cíclicas se conocen como ciclodextrinas. Son formadas por la degradación enzimática del almidón por ciertas bacterias, por ejemplo con Bacillus macerans. Las ciclodextrinas tienen estructuras toroidales formadas por 6-8 residuos de la glucosa. 

## Usos
Las dextrinas encuentran uso extenso en la industria, debido a su falta de toxicidad y a su precio bajo. Se utilizan como pegamentos solubles en agua, como agentes de espesamiento en la transformación de los alimentos, y como agentes aglutinantes en productos farmacéuticos. En pirotecnia se agregan a las fórmulas de fuegos de colores, para que solidifiquen como gránulos o “estrellas.” Las ciclodextrinas encuentran uso adicional en química analítica como matriz para la separación de sustancias hidrofóbicas, y como excipientes en formulaciones farmacéuticas. No todas las formas de dextrina son digeribles, y la dextrina indigerible se utiliza a veces en suplementos de fibra dietética.
Por ejemplo, la maltodextrina es un polisacárido moderadamente dulce usado como aditivo alimentario, sin relación con la malta de cebada. Se produce del almidón de maíz y se ve generalmente como un polvo higroscópico blanco. La maltodextrina es fácilmente digerible, siendo absorbida tan rápidamente como la glucosa. El número CAS de la maltodextrina es 9050-36-6...

## Origen
La maltodextrina puede derivarse de cualquier almidón. En los EE. UU. este almidón es generalmente el maíz, en otras partes, por ejemplo en Europa, es comúnmente cebada o trigo. 
Esto es importante para los que padecen de celiaquía, puesto que las maltodextrinas derivadas del trigo o de la cebada no contienen gluten. Según la European Food Safety Authority (EFSA), las maltodextrinas procedentes del trigo son seguras  para los celíacos.
Los alimentos que contienen maltodextrina pueden contener rastros de ácido glutámico como subproducto del proceso de fabricación.